# Ngả người móc bóng
Cú ngả người móc bóng (hay ngả người sút bóng, lật bàn đèn, ngả bàn đèn, xe đạp chổng ngược) là cú sút mà một cầu thủ thực hiện bằng cách tung người trên không (có thể theo phương thẳng đứng với mặt sân hoặc phương chéo) và dùng một chân văng lên sút quả bóng qua đầu để ghi bàn, (chân kia kéo theo hướng ngược lại).

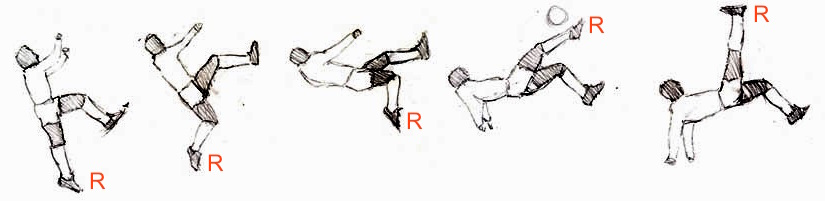
Diễn biến chính của một cú ngả người móc bóng

## Lịch sử
Cú đá này được thực hiện lần đầu bởi Ramon Unzaga Asla năm 1914, sau này nhiều cầu thủ nổi tiếng đã thực hiện thành công như Leonidas, Josef Bican, Pelé, Marco van Basten, Papin, Hugo Sanchez, Rivaldo, Ronaldinho, Cristiano Ronaldo, Alejandro Garnacho.
Tên gọi Chilena hoặc Chalaca xuất phát từ các nước Mỹ Latin do các cầu thủ Chile thường hay sử dụng cú đá này.
Cú ngả bàn đèn này cũng được gọi là papinade, nhằm tôn vinh Jean Pierre Papin, một trong những cầu thủ sử dụng nhuần nhuyễn và thường ghi bàn bằng kĩ thuật này.
Trong lịch sử World Cup, cú đá này được nổi danh nhờ pha làm bàn của huyền thoại Leonidas (Brasil) năm 1938, giúp Brasil thắng Ba Lan 6-5.

## Danh sách cầu thủ thực hiện
Danh sách này không đầy đủ, bạn cũng có thể giúp mở rộng danh sách.
Là một động tác rất khó thực hiện, chỉ một vài cầu thủ đã từng thực hiện thành công, ghi bàn, hay phòng ngự hiệu quả với xe đạp chổng ngược. Khả năng chọn vị trí là cực kì quan trọng trong một vài tình huống.

### Tấn công
1. Raul Jimenez
2. David Arellano[1][2][3]
3. Peter Crouch[4]
4. Klaus Fischer[5][6]
5. Leônidas[6][7]
6. Carlo Parola[8]
7. Pelé[9]
8. Rivaldo[10]
9. Billy Bremner[11]
10. Hugo Sánchez[12]
11. Taylor Twellman[13]
12. Ramón Unzaga[14]
13. Wayne Rooney
14. Alejandro Villanueva[15][16]
15. Uwe Seeler[17][18]
16. Ronaldinho[19][20]
17. Jean-Pierre Papin
18. Dimitar Berbatov
19. Cristiano Ronaldo
20. Zlatan Ibrahimovic[21]
21. V. Sundramoorthy
22. Radamel Falcao
23. Wayne Rooney
24. Karim Benzema
25. Klaas-Jan Huntelaar
26. Marco van Basten[22]
27. Marco Fabian
28. Ümit Karan
29. Moussa Sow
30. Alexsandro de Souza
31. Deco
32. Fernando Torres[23]
33. Riccardo Zampagna[24]
34. Marco Borriello[25]
35. Gareth Bale
36. Phan Văn Đức[26]
37. Bùi Tiến Dũng
38. Almoez Ali
39. Alireza Jahanbakhsh
40. Danny Welbeck
41. Diego Carlos
42. Davinson Sánchez
43. Kevin-Prince Boateng
44. Antonio Conte
45. Pedro Rodrigues
46. Luis Suárez
47. Neymar
48. Xherdan Shaqiri
49. Antoine Griezmann
50. Hernán Crespo
51. Benni McCarthy
52. Youri Djorkaeff
53. Hillal Soudani
54. Gianluca Vialli
55. Edmílson
56. Wendell Lira
57. Sebastián Coates
58. Javi Gomez
59. Manuel Negrete
60. Zico
61. Daniel Zsori
62. Jeison Murillo
63. Noah Sonko Sundberg
64. Branislav Ivanović
65. Robert Lewandowski
66. Diego Costa
67. Trevor Sinclair
68. Lionel Messi
69. Lucas Moura
70. Sebastian Driussi
71. Andrea Belotti
72. Manuel Negreete
73. Everaldo Stum
74. Eidur Gudjohnsen
75. Aviles Hurtado
76. Emre Can
77. Patrick M'Boma
78. Marlon de Souza Lopes
79. Andy Carroll
80. Rodrigo Taddei
81. Amaury Escoto
82. Omar Al Somah
83. Mario Mandžukić
84. Giorgian De Arrascata
85. Marcelo Balboa
86. Pierre-Emerick Aubameyang
87. Haller
88. Edin Džeko
89. Edinson Cavani
90. Christian Benteke
91. Koke (1992)
92. Maria Mantic
93. Kyle Calert-Lewin
94. Gonzalo Higuaín
95. Tim Cahill
96. Ashley Barnes
97. John Guidetti
98. Steven Jackson
99. Farukh Choudhary
100. Steven Thompson
101. Chris Wooding
102. Camile Abily
103. Vasil Dobrev
104. Axel Witsel
105. Greuther Fürth
106. Kallum Higginbotham
107. Juan Agudelo
108. Eren Derdiyok
109. Kevin Kurányi
110. Franck Ribéry
111. Ivica Olić
112. Marek Lesniak
113. Jürgen Klinsmann
114. Uwe Seeler
115. Marcin Mersierre
116. Mame Biram Diouf
117. Klaus Fischer
118. Carlos Vela
119. Allana Kennedy
120. Alex Ridsdale
121. Philipp Hoffman
122. Domi Kumbela
123. David Petraeus
124. Christian Lara
125. Claudio Pizarro
126. Carol Rodiguez
127. Salif Sane
128. Erick Torez
129. Frederico Higuain
130. Hassoun Camara
131. Sam Kerr
132. Lucas Torreira
133. Marcel Hartel
134. Jackichand Singh
135. Matt Eliason
136. Thomas Müller
137. Blas Perez
138. Craig Mackail-Smith
139. Mario Balotelli
140. Juan Agudelo
141. Lisa De Vanna
142. Thierry Henry
143. Joe Cole
144. Klaus Fischer
145. Lee Dong-gook
146. Morten Nodstrand
147. Taylor Twellman
148. Alex Terra
149. El Jimado
150. Romain Alexanderini
151. Carlos Vela
152. Rony Lopes
153. Hamed Koné
154. Eric Bautheac
155. Steven Fletcher
156. Dairon Asprilla
157. Elias Gomez
158. Édson Puch
159. Enzo Kalinski
160. Diogo Jota
161. Tiago Alves
162. Ze Lúis
163. Andres Amaya
164. Aniello Salzano
165. Robert Moldoveanu
166. Carlos Tevez
167. Grejohn Kyel
168. Kei Kamara
169. Jeremy Ebobisse
170. Romario Moise
171. Guillermo Martinez
172. Yuriy Logvinenko
173. Mohsen Moahammed
174. Maxi Gomez
175. Christian Kouame
176. Divock Origi
177. Carlos Chavarria
178. Davidson Jun Marques
179. Jonathan Agudelo
180. Kevin Denkey
181. Nikola Gjorgjev
182. Michael Olunga
183. Nhâm Mạnh Dũng
184. Christian Stuani
185. Robert Lewandowski
186. Richarlison
187. Alejandro Garnacho

### Phòng ngự
- Marcelo Balboa[27]
- Elías Figueroa[28]
- César González[28]
- Servet Çetin[29]
- Philippe Mexès
- Juan García
- Bartek Bielecki
- Fabricio Coloccini
- Bekir İrtegün[30][31]
- Nguyễn Trọng Hoàng
- Sergio Ramos
- Nacho Fernández
- Mark Hughes
- Juan Mata
- Laurent Koscielny
- Adrien Gulfo
- Ike Opara
- Bilel Mohsni
- Okazaki Shinji
- Kitsada Hemvipat & Leandro Assumpção
- Sebastian Romero & Marcos Pérez Jiménez
- Casemiro

Thủ môn
- Oscarine Masuluke
- Peter Schmeichel